# Aeroportul Golovin
Aeroportul Golovin (IATA: GLV, ICAO: PAGL, FAA LID: GLV) este un aeroport din Alaska, Statele Unite ale Americii ce deservește zona Golovin⁠(d). Aeroportul a fost tranzitat în 2019 de 4.588 de pasageri. A fost numit după zona deservită.
Situat la o altitudine de 18 m, aeroportul dispune de 1 pistă. Este operat de Alaska Department of Transportation & Public Facilities⁠(d).

## Infrastructură

### Piste
Aeroportul dispune de o singură pistă. Pista 02/20 are suprafața de pietriș și dimensiunile 4.000 picioare × 75 picioare. 